# موسس لیک (واشینگتن)
موسس لیک (به انگلیسی: Moses Lake) شهری در شهرستان گرانت ایالت واشنگتن است که در سرشماری سال ۲۰۱۰ میلادی، ۲۰۳۶۶ نفر جمعیت داشته است. 